# 完顏奴申
完颜奴申（？—1233年3月5日），字正甫，又作完颜讷申。女真族，姓完颜。金朝将领，金哀宗时参知政事。参知政事完颜素兰之弟。
完颜奴申出身女真策论进士，历官清要。正大三年（1226年）八月，由翰林直学士充益政院说书官。正大五年（1228年），转吏部侍郎，受命审理近侍张文寿、仁寿、李麟之受敌馈赠之事，发现他们的罪状。哀宗曲赦诸人之罪，他上书驳回，以快朝论。九月，改任翰林侍讲学士，以御史大夫奉使蒙古，在龙驹河（今克鲁伦河）朝见窝阔台，十二月还。正大七年（1230年）六月，转任吏部尚书，再次出使蒙古。天興元年（1232年）春，蒙古军围攻南京（今河南开封）数月，完颜奴申奉命前往郑州海滩寺蒙古军驻地求和。天興元年（1232年）七月，朝廷以他的功劳拜为参知政事。天興元年（1232年）十月，金哀宗逃到归德府，以完颜奴申兼枢密副使，与完颜习捏阿不总诸军留守汴京。天興二年正月二十三日（1233年3月5日），汴京西面元帅崔立以城投降蒙古，完颜奴申被杀。

## 延伸阅读
[在维基数据编辑]
 《金史/卷115》，出自脱脱《遼史》